# Ветчачива, Нгампхан
Нгампхан Ветчачива (тайск. งามพรรณ เวชชาชีวะ; 27 января 1963 года, Лондон, Великобритания) — тайский писатель-романист и переводчик, лауреат Литературной премии Юго-Восточной Азии (2006 год, за «Счастье Катхи»).

## Ранняя биография
Родилась в Лондоне, в семье тайских медиков, в то время учившихся в Великобритании. Сестра бывшего премьер-министра Таиланда Апхисита Ветчачивы. Инвалид с детства — не может ходить в связи церебральным параличом.
После возвращения семьи в Таиланд, училась в обычной школе в Бангкоке. После школы поступила на факультет искусств в Тхаммасатский университет, где изучала французскую литературу, французский, итальянский и английский языки. Получив диплом бакалавра, поступила на учёбу в школу переводчиков в Брюсселе, где продолжила изучать иностранные языки.

## Карьера

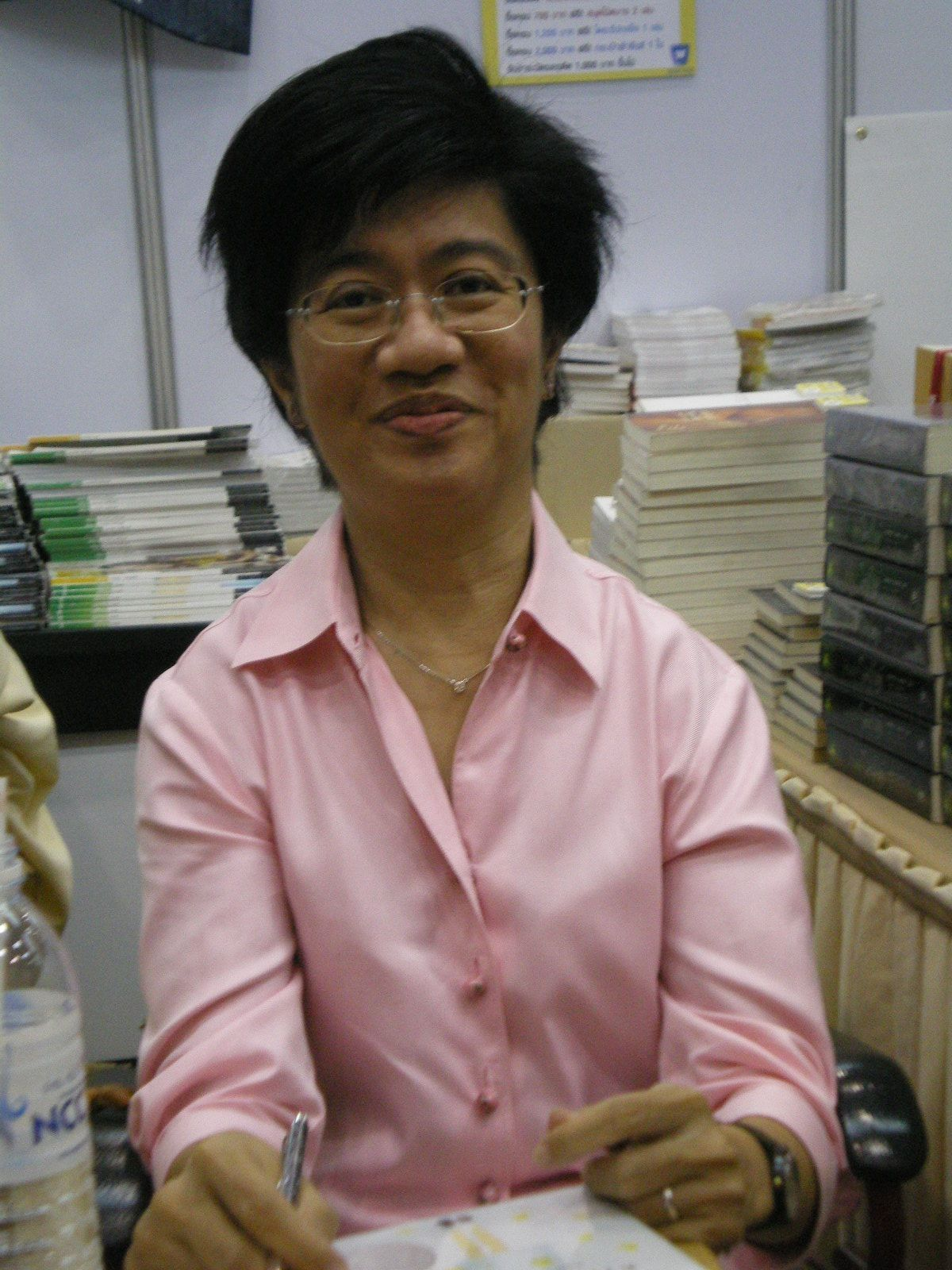
Нгампхан Ветчачива

С 1988 года работала переводчиком в одном из тайских ежемесячных журналов, до 1995 года переводила на заказ короткие рассказы для детского журнала, а также занималась редактированием статей. В 1995 году основала писательское агентство Silkroad Publishers Agency, которым руководит с момента основания.
Переводила зарубежную художественную литературу, в том числе перевала на тайский язык роман «Шёлк» итальянского писателя Алессандро Барикко, «Монах и Философ» французских писателей Жана-Франсуа Ревеля и Матье Рикара, «Лебединая труба» американского писателя Элвина Брукса Уайта, «Гарри Поттер и Кубок огня» Джоан Роулинг, «Приключения мышонка Десперо» американской детской писательницы Кейт Дикамилло, «Мальчики рождаются и на звездах» Эммануэля Донгала.

## Роман «Счастье Катхи»
Первый роман «Счастье Катхи» (тайск.:ความสุขของกะทิ) — история о девятилетней девочке, которая живёт в доме с бабушкой, дедушкой и братьями, которым на воспитание девочку отдала больная мать. Перед смертью мама объясняет дочери, почему она живёт с бабушкой и дедушкой, говорит девочке, что любит её и желает ей счастья. После похорон Катхи находит в мамином доме коробку, где собраны все вещи, связанные с Катхи. Девочка находит письмо от своего отца, которого она никогда не встречала. Она пишет ему письмо, но, так и не получив ответ, решает вернуться к бабушке с дедушкой.
Книга «Счастье Катхи: следуя за Луной» (тайск. ความสุขของกะทิตอนตามหาพระจันทร์) — продолжение истории Катхи, была издана на тайском языке в 2006 году.